# Zwickau
Zwickau város Németországban, Szászországban. Közel 90 ezer fő lakosával Szászország negyedik legnagyobb városa és a tartomány DNy-i részének regionális központja.

## Fekvése
A Mulde folyó partján, Lipcsétől délre található.

## Története
A mai Nyugat-Szászországban a 6. századig német törzsek éltek. A 7. században a szorbok telepedtek le itt. A 10. században a szorbokat leigázta I. Henrik német király. A város nevének eredete valószínűleg a szorb Świkawa szóra vezethető vissza.
A települést első ízben 1118-ban említi I. Dietrich von Haumburg érsek Zcwickaw néven, de nem egy konkrét településként, hanem egy szláv területként. Ebben az időben Bertha von Groitzsch kezdeményezésére templomot építettek Mária tiszteletére.
1212-ben Zwickau városi jogokat kapott. 1232-ben a ferences rendi szerzetesek kolostort építettek maguknak. 1290-ben Zwickau birodalmi város. 1273-ban alakult meg a városi tanács, és 1297-től választanak polgármestert a városban.
A régió bányászata 1316-ban indult meg I. Frigyes meisseni őrgróf rendeletére. A bányákból ezüstöt és rezet termeltek ki. 1295-ben kezdték el építeni a vízvezető árkot és a városfalat. 1328-ban egy tűzvész miatt a város nagyobbik része, köztük a Mária-templom és a Katalin-templom is leégett. A városi jogot 1348-ban rögzítették a Codex Statutorum Zviccaviensium okmányban.
1403-ban ismét tűz pusztított a városban. I. Vilmos meisseni őrgróf (1343–1407) 7 éven át elengedte az adókat, hogy a lakosok újra fel tudják építeni városukat. A husziták 1430-ban sikeresen elfoglalták a várost és felégették a környező falvakat.
Az Érchegységben található ezüstérc-lelőhelyek miatt a 15-16. században jelentősen fejlődött és a vidék fontos gazdasági és kulturális központjává nőtte ki magát.
Az 1525-ös német anabaptista mozgalom innen indult a „zwickaui próféták” ihletésére. Wittenberg után ez lett a második város Európában, amely csatlakozott az evangélikus reformációhoz.
A város súlyosan sérült a 17. századi harmincéves háború során.

### 20-21. század
1945. április 17-én amerikai csapatok vonultak be a városba. 1945. június 30-án átadták Zwickaut a szovjet Vörös Hadseregnek.
1960-ban súlyos bányabaleset történt. Robbanás történt a „Karl Marx” kőszéngyárban, 123 bányász életét vesztette.
A 21. században jelentős munkaadó a Volkswagen konszern gyára.

## Gazdaság
Gazdasága (textilipar, bányászat) már a 16. században fejlett volt. 
A német autóipar egyik bölcsője. A zwickaui autógyártás több mint száz éves hagyománya a 20. század elején kezdődött a Horch (1904) és az Audi (1909/1910) gyárak megalapításával, amelyeket az Auto Union vett át az 1930-as és 1940-es években, majd az NDK-ban a Sachsenring folytatta a hagyományt, a Trabant autók gyártásával. Ma a Volkswagennek van itt gyára.
Kőszénbányászat, vasúti gépgyártás. Konfekcióipar.

## Közigazgatás
Zwickaut 5 kerület alkotja: Közép, Kelet, Nyugat, Észak és Dél. A kerületeket városrészekre osztották:

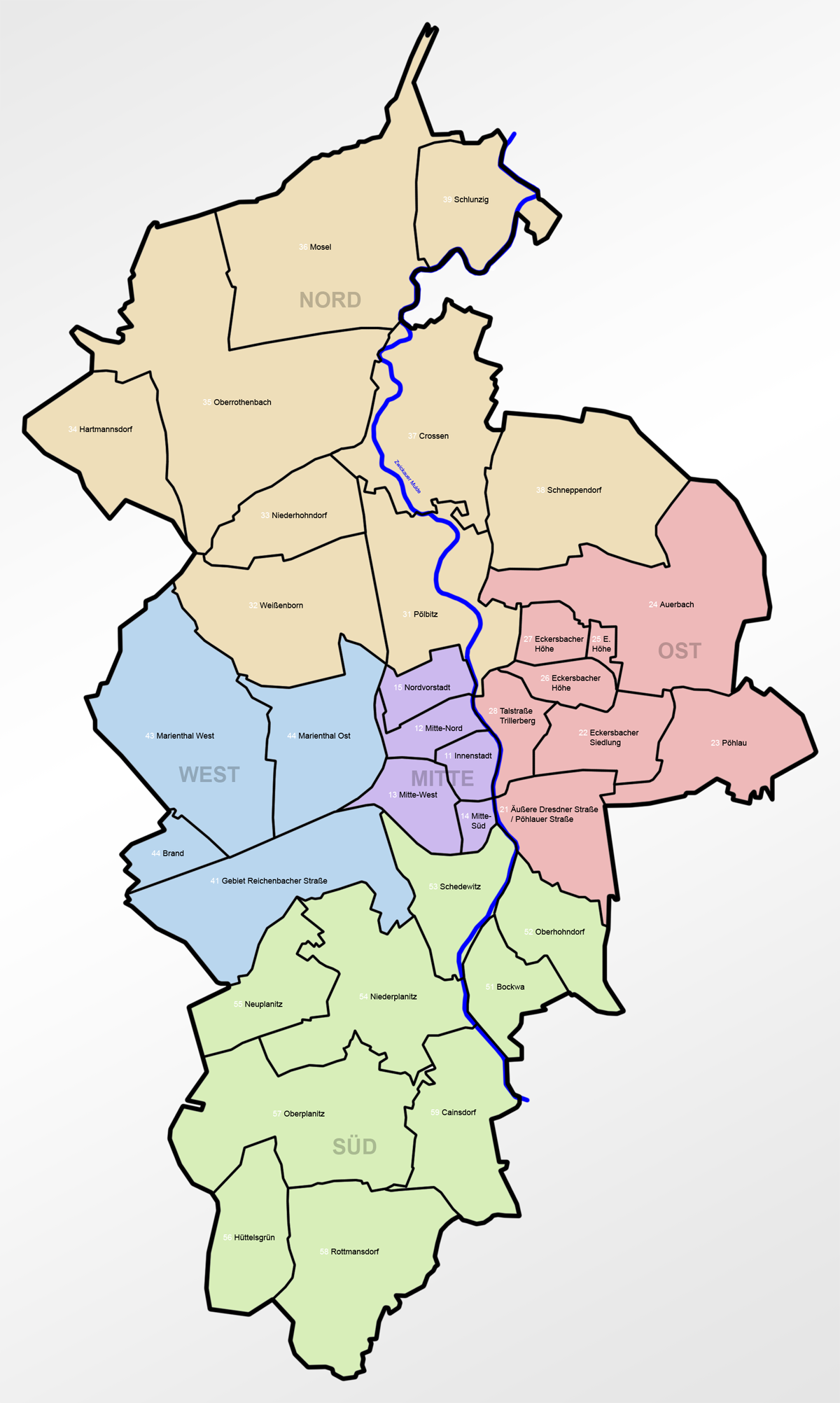
Kerületek és városrészek

- Közép kerület (11–15): 
Belváros (11), Közép-Észak (12), Közép-Nyugat (13), Közép-Dél (14), Északi előváros (15)
- Kelet kerület (21–28): 
Gebiet Äußere Dresdner Straße/Pöhlauer Straße (21), Eckersbach település (22), Pöhlau (23), Auerbach (24), Eckersbacher Höhe (E 5/1) (25), Eckersbacher Höhe (E 5/2 und E 5/3) (26),
 Eckersbacher Höhe (E 1 bis E 4) (27), Gebiet Talstraße/Trillerberg (28)
- Észak kerület (31–39): 
Pölbitz (31), Weißenborn (32), Niederhohndorf (33), Hartmannsdorf (34), Oberrothenbach¹ (35), 
Mosel¹ (36), Crossen¹ (37), Schneppendorf (38), Schlunzig¹ (39)
- Nyugat kerület (41–44): 
Gebiet Reichenbacher Straße und Freiheitssiedlung (41), Marienthal Ost (42), Marienthal West (43), Brand (44)
- Dél kerület (51–59): 
Bockwa (51), Oberhohndorf (52), Schedewitz (53), Niederplanitz (54), Neuplanitz (55), Hüttelsgrün (56), Oberplanitz (57), Rottmannsdorf¹ (58), Cainsdorf¹ (59)

¹ Helység is

### Városbővítés
A városhoz a következő településeket csatolták:
- 1895. január 1.: Pölbitz
- 1902. október 1. Marienthal
- 1905. január 1. Eckersbach
- 1922. január 1. Weißenborn
- 1923. január 1. Schedewitz
- 1939. április 1. Brand és Bockwa
- 1944. január 1. Oberhohndorf és Planitz
- 1953. február 1. Auerbach, Pöhlau és Niederhohndorf
- 1993. július 1. Hartmannsdorf
- 1996. április 1. Rottmannsdorf
- 1996. október 1. Crossen
- 1999. január 1. Cainsdorf, Mosel, Oberrothenbach és Schlunzig

## Látnivalók
- Robert Schumann szülőháza
- 15. századi székesegyház

## Zwickauban született
- Robert Schumann (1810 – 1856)
- Hans Chilian (1885–1939 után)

## Zwickauban élt
- Georgius Agricola
- Thomas Müntzer

## Testvértelepülések
- Csehország Jablonec nad Nisou 1971
- Hollandia Zaanstad 1987
- Németország Dortmund 1988